# Discovery Historia
A Discovery Historia, 2009-ig Discovery TVN Historia, egy lengyel történelmi tematikus csatorna, melynek vezetője Barbara Blininska-KEPA. A csatorna legfőképpen a világ, és lengyelország történelmével foglalkozik.

## Története
A csatorna bevezetésekor néhány kiemelt lengyel produkció is helyet kapott, úgy mint a Great Escape, mely Maciej Szumowski Charta, és X-Akták történetével foglalkozik.
2009. május 30-án a TVN csatorna eladta részesedését a Discovery Networks-nek, így a teljes jogú tulajdonos a Discovery Networks Central Europe lett. 2009 október 1-én új logót kapott a csatorna immár a TVN nélkül.

## Terjesztése
A csatorna korábban kizárólag csak műholdon volt elérhető, de miután a TVN eladta a részesedését, ez  megváltozott. Műholdon az nc+ szolgáltató 77-es csatornáján, illetve az UPC Poland hálózatán a 391-es programhelyen érhető el.